# Jiří Kohoutek (historik umění)
Jiří Kohoutek (* 21. listopadu 1931, Zlín) byl galerijní a muzejní pracovník zaměřený na české umění 20. století, historik umění, kurátor výstav.

## Život
Jiří Kohoutek v letech 1953–1958 vystudoval obor dějiny umění na Filosofické fakultě Univerzity Karlovy (prof. J. Květ, J. Pešina, Jaromír Neumann, V. Volavka, J. Frel, Emanuel Poche, V. Kotrba). Roku 1988 obhájil doktorskou disertaci.
V letech 1958–1959 pracoval na oddělení památkové péče Krajského domu osvěty Středočeského kraje, v letech 1960–1963 jako odborný pracovník Střediska státní památkové péče a ochrany přírody Středočeského kraje (SSPPOPSK). Od roku 1963 zde zastával funkci vedoucího galerijního oddělení a byl kurátorem výstav (Otto Gutfreund, Jaroslav Vožniak).
V letech 1964–1971 byl ředitelem Středočeské galerie a vytvořil zde s kolegy hodnotnou sbírku současného českého umění. Na počátku normalizace byl po komunistické kritice jeho akviziční činnosti a neuposlechnutí příkazů k cenzuře stálé expozice soudobého českého umění pod hrozbou trestního stíhání z funkce ředitele a po tři roky pracoval v n. p. Kniha, kde mu byl roku 1975 rovněž zakázán výkon povolání. V letech 1975–1983 pracoval jako vedoucí propagačního oddělení Ústředního kulturního domu železničářů v Praze na Vinohradech a zahájil tam výstavní činnost  ve dvou cyklech: "Výtvarníci Prahy 2" a "Osobnosti a směry českého umění 20. století". Po svém odchodu domluvil kurátorování dalších výstav Marcelou Pánkovou. V letech 1983–1984 mu poskytl, podobně jako mnohým dalším, politický azyl Jiří Kotalík (odborným pracovníkem Národní galerie v Praze), ale roku 1985 přišel ze strany Ministerstva kultury zákaz trvalého zaměstnání v Národní galerii. Do roku 1989 pak byl učitelem v učňovské škole ČKD v Praze. Podílel se na přípravě Světové výstavy poštovních známek Praga 88.
Za normalizace jako externista spolupracoval na některých výstavách regionálních galerií (Roudnice, Litoměřice, Jihlava, Louny, Kladno).
Roku 2017 věnoval sbírku děl Jaroslava Vožniaka, kterou soustavně budoval po celý život, Museu Kampa – Nadaci Jana a Medy Mládkových.

## Dílo
Jiří Kohoutek byl autorem stálé expozice sbírky Středočeské galerie na zámku v Nelahozevsi. Za jeho působení v letech 1964–1971 Středočeská galerie intenzivně budovala sbírkový fond českého moderního umění, kterým doplňovala expozici. Sbírka byla v té době rozšířena mj. o díla Jana Baucha, Emila Filly, Skupiny 42 a Skupiny Ra. Až do roku 1966, kdy Národní galerie reinstalovala moderní sbírky, byla tato expozice největší prezentací českého poválečného umění. Jádrem sbírky byla kvalitní díla surrealistického a imaginativního umění (Jindřich Štyrský, Toyen, Alois Wachsman, František Janoušek, Josef Šíma, Václav Tikal), nakoupená v 60. letech ze soukromých sbírek.
Odborným poradcem ředitele byl Antonín Hartmann, který se osobně znal s mnoha umělci. V letech 1964–1966 byl předsedou nákupní komise Jindřich Chalupecký a v 60. letech byli členy komise také Josef Hlaváček, Jaromír Zemina nebo Zdeněk Palcr. Díky příznivější politické atmosféře, relativní volnosti při výběru a dobrému finančnímu zázemí se v letech 1964–1967 podařilo zakoupit přes 1 500 uměleckých děl. Galerie nakupovala někdy dvakrát ročně a nákupní komise prosadila i díla autorů, která předchozí komise nedoporučily (Václav Boštík, Čestmír Kafka, Aleš Veselý). Galerie získala sochy a objekty Vladimíra Janouška, Věry Janouškové, Karla Nepraše, Stanislava Kolíbala, Františka Pacíka, Huga Demartiniho, Ladislava Zívra a obrazy Jiřího Valenty, Jiřího Balcara, Bedřicha Dlouhého, Josefa Istlera, Jiřího Johna, Jana Kotíka, Zdeňka Sklenáře, sester Válových, Jana Smetany a grafické listy Válových a Vladimíra Boudníka.
Jako ředitel Středočeské galerie Jiří Kohoutek vybral pro její administrativní sídlo v Praze komplex tří zchátralých domů stojících na Královské cestě v místě bývalého románského dvorce v Husově ulici, čp. 19–21. Náročná rekonstrukce proběhla v letech 1969–1971, ale dr. Kohoutek byl ještě před otevřením nové galerie k 1. prosinci 1971 odvolán a nahrazen novým normalizačním ředitelem V. Brehovszkým.

### Kurátor výstav
- 1963 Otto Gutfreund: Kresby, Středočeská galerie, Praha
- 1964 Jaroslav Vožniak: Obrazy k Dantově Božské komedii, Oblastní muzeum, Roztoky
- 1965 České moderní malířství, Zámek Nelahozeves
- 1965 Karel Souček: Malířské dílo, Zámek Kladno
- 1966 Výtvarní umělci Středočeského kraje (malířská, sochařská, grafická tvorba), Kladno
- 1967 České umění XX. století ze sbírek Středočeské galerie, Zámek Nelahozeves
- 1968 – putovní výstava grafiky Skupiny 42. Z fondů Středočeské galerie
- 1970 Jubel Bartosch: Grafika, Staroměstská radnice, Praha
- 1973 Václav Hejna: Výbor z díla, Galerie Benedikta Rejta, Louny
- 1979 František Hudeček: Výběr z díla 1931–1979, Oblastní galerie Vysočiny v Jihlavě, Galerie umění Karlovy Vary
- 1981 Jan Jiřikovský, zasloužilý umělec, Ústřední kulturní dům železničářů, Praha
- 1981 Jiří John: O přírodě, Ústřední kulturní dům železničářů, Praha
- 1982 Ladislav Zívr: Plastiky a kresby z posledních let tvorby, Ústřední kulturní dům železničářů, Praha
- 1983 Viktor Dobrovolný: Boje a vítězství, Ústřední kulturní dům železničářů, Praha
- 1983 Václav Bartovský: Malířská tvorba z let 1927–1960, Ústřední kulturní dům železničářů, Praha
- 1983 Václav Boštík: Obrazy z let 1939–1983, Ústřední kulturní dům železničářů, Praha
- 1985 Pravoslav Kotík: Malířská tvorba z let 1908–1969, Vlastivědné muzeum, Vysoké nad Jizerou, Podkrkonošské muzeum, Nová Paka
- 1986 František Hudeček: Výběr z díla, Staroměstská radnice, Praha
- 1990 František Janoušek: obrazy z let 1932–1942, Ústřední kulturní dům železničářů, Praha
- 1991 Václav Hejna: Malby, asambláže, kresby z třicátých až osmdesátých let, Ústřední kulturní dům železničářů, Praha
- 2000 Karel Boháček: Obrazy od postimpresionismu k neoklasicismu, České muzeum výtvarných umění, Praha

### Publikace
- Obrazy Jaroslava Gruse z let 1907–1963, Středočeská galerie v Praze 1963
- Jaroslav Vožniak: Obrazy k Dantově Božské komedii, Oblastní muzeum, Roztoky 1964
- České moderní malířství, Středočeská galerie, zámek Nelahozeves 1965
- Výtvarní umělci Středočeského kraje, Muzeum Kladno 1966
- České umění XX. století ze sbírek Středočeské galerie, Středočeská galerie, zámek Nelahozeves 1967
- Z tvorby středočeských výtvarníků, Moskva 1968
- Tschechische Malerei des XX. Jahrhunderts, Záp. Berlín 1969
- František Pacík: Sochy, Slaný 1970
- Středočeský kraj v díle malířů 19. a 20. století, hrad Karlštejn 1970
- Rané dílo Václava Hejny, Středočeská galerie, zámek Nelahozeves 1972
- Václav Hejna: obrazy z let 1931–1971, Galerie umění Karlovy Vary 1972
- Václav Hradecký 1867–1940, Galerie d, Památník národního písemnictví Praha 1972
- Václav Hejna: Výbor z díla, Galerie Benedikta Rejta, Louny 1973
- Emil Artur Pittermann-Longen, Galerie výtvarného umění, Roudnice nad Labem 1975
- Ludvík Kuba. Obrazy ze sbírek českých galerií, Severočeská galerie výtvarného umění v Litoměřicích 1975
- František Hodonský ml.: z tvorby 1961–1976, Ústřední kulturní dům železničářů, Praha 1976
- Olbram Zoubek: Sochy, (se Zdeňkem Palcrem), Středočeské tiskárny, n.p., Praha 1976
- Otakar Synáček: z tvorby 1966–1977, Ústřední kulturní dům železničářů, Praha 1977
- Jiří Blažej: Z malířské a restaurátorské tvorby, Ústřední kulturní dům železničářů, Praha 1978
- František Gross: Kresby ze 60. – 70. let, Ústřední kulturní dům železničářů, Praha 1978
- Jitka a Květa Válovy: výběr z díla, Muzeum Kladno 1978
- František Hudeček: Výběr z díla 1931–1979, Oblastní galerie Vysočiny v Jihlavě, Galerie umění Karlovy Vary 1979
- František Hodonský: obrazy, kresby, sochy, Mánes Praha 1979
- Z komorní tvorby sochařů Prahy 2, Ústřední kulturní dům železničářů, Praha 1979
- Padesát plastik Olbrama Zoubka, Ústřední kulturní dům železničářů, Praha 1980
- Zdeněk Sklenář: Obrazy / kresby, Ústřední kulturní dům železničářů, Praha 1980
- Olga Hudečková: Keramika, Ústřední kulturní dům železničářů, Praha 1980
- Jiří John: O přírodě: 50 grafik a maleb, Ústřední kulturní dům železničářů, Praha 1981
- Olbram Zoubek: Výběr ze sochařského díla: (volné plastiky – cement) (reliefy – olovo), Orlická galerie Rychnov nad Kněžnou 1981
- Jan Jiřikovský, Ústřední kulturní dům železničářů, Praha 1981
- Marija Nekolová: Tvorba z let 1958–1981, Klubové zařízení MNV, Dolní Kralovice 1981
- Národní umělec Karel Souček: Obrazy z cyklů Lidice – Osvobození: Kresby z let 1940 – 1980 (s M. Ptáčkem), Ústřední kulturní dům železničářů, Praha 1982
- Ladislav Zívr: Plastiky a kresby z posledních let tvorby, Ústřední kulturní dům železničářů, Praha 1982
- František Ronovský: O člověku. Kresby a kvaše z let 1960–1980, Ústřední kulturní dům železničářů, Praha 1982
- Václav Bartovský: Malířská tvorba z let 1927–1960, Ústřední kulturní dům železničářů, Praha 1983
- Václav Boštík: Obrazy z let 1939–1983, Ústřední kulturní dům železničářů, Praha 1983
- Jiří Mrázek: Obrazy a kresby z let 1943–1983, Ústřední kulturní dům železničářů, Praha 1983
- Viktor Dobrovolný: Boje a vítězství: Výstava k 35. výročí vítězného února, Ústřední kulturní dům železničářů, Praha 1983
- Rastislav Michal: Malby, (se Siblík Jiří), Galerie umění Karlovy Vary 1983
- Pravoslav Kotík: Malířská tvorba z let 1908–1969, Podkrkonošské muzeum, Nová Paka, Vlastivědné muzeum, Vysoké nad Jizerou 1985
- František Hudeček: Výběr z díla, Galerie hlavního města Prahy 1986
- Jiří Mrázek: Kresby, Galerie Opatov, Praha 1986
- František Janoušek: Obrazy z let 1932–1942: Výstava ke stému výročí narození, Ústřední kulturní dům železničářů, Praha 1990
- Pravoslav Kotík: Výbor z díla, Ústřední kulturní dům železničářů, Praha 1991
- Václav Hejna: Malby, asambláže, kresby z třicátých až osmdesátých let, Ústřední kulturní dům železničářů, Praha 1991
- Pocta Jaroslavu Vožniakovi k šedesátinám, ČMVU Praha, Ústřední kulturní dům železničářů, Praha 1993
- Josef Dumek, Galerie Peithner-Lichtenfels Praha, Praha 1999
- Karel Boháček: Obrazy od postimpresionismu k neoklasicismu, České muzeum výtvarných umění, Praha 2000
- Otakar Synáček: Rétrospective, Galerie Václava Špály, Praha 2006

### Články (výběr)
- Oprava votivního obrazu ze Šopky od Mistra I.W., Umění 12, 1964, s. 616–621

## Cena Jiřího Kohoutka
Odborné i občanské postoje a další osud Jiřího Kohoutka podnítily v roce 2024 diskusi odborné veřejnosti, která vyústila v rozhodnutí zavést ocenění pro pracovníky českých muzeí umění, kteří se setkali s podobnou politickou svévolí a měli odvahu se proti ní postavit. Jiří Kohoutek se pro toto ocenění stal příkladným symbolem. Diskuse propojila aktivní sdružení vztahující se k vizuálnímu umění, Evropský klub, sdružení Milion chvilek pro demokracii, projekt Paměť národa a další, přičemž organizační iniciativu převzal pro rok 2024 Institut inteligentního designu.
Cenu Jiřího Kohoutka si v roce 2024 převzali: Prof. Jiří Fajt (Národní galerie v Praze), Mgr. Tomáš Fassati (Muzeum umění a designu Benešov u Prahy), Mgr. Marcel Fišer (Galerie Klatov / Klenová), PhDr. Ivan Neumann (České muzeum výtvarných umění), Mgr. Michal Soukup (Muzeum umění Olomouc), Mgr. Petr Svoboda (Galerie Most) a PhDr. Lenka Žižková (Design Centrum ČR). Výjimečně byla jedna z cen z důvodu krizové situace na Slovensku navržena také do zahraničí, a to paní Mgr. Alexandře Kusé, emeritní ředitelce Slovenské Národní galerie. Ve dvou případech šlo o udělení in memoriam - Mgr. Zdeňka Čepeláková (Galerie umění Karlovy Vary) a Mgr. Jiří Karel (Muzeum města Rýmařov).